# Филиппов, Константин Константинович
Константин Константинович Филиппов — инженер-конструктор в области авиационной техники, вычислительной техники и методов её автоматизированного проектирования, лауреат Государственной премии СССР.

## Биография
Родился 19 июня 1938 года.
Окончил ЛИТМО (1961) и факультет организаторов промышленного производства и строительства при Ленинградском инженерно-экономическом институте им. Пальмиро Тольятти (1969).
С марта 1961 года работал на заводе «Пирометр» в должностях от инженера до директора завода — заместителя генерального директора ЛНПО «Электроавтоматика» по серийному производству.
С марта 1982 по 1994 год генеральный директор — главный конструктора ЛНПО «Электроавтоматика».
Кандидат технических наук (1988), доцент (1990).
С 1982 по 1994 год заведующий кафедрой МП БЭВА ЛИТМО, профессор кафедры (1994—1995).
Умер 18 января 2022 года.
Дочери — Анна Бондарева и Ольга Архипова.

## Научная деятельность
Руководил разработкой научных основ и инженерной методики проектирования специальных информационно-управляющих систем с цифровыми вычислительными машинами. При его непосредственном участии созданы системы, имеющие важное оборонное и народнохозяйственное значение, в том числе комплексы навигационного оборудования для самолётов Ил-86, Ил-96, Ту-204, Як-42, Ту-154М, Ту-334, Ан-74, Ан-74Т.
Был инициатором внедрения средств автоматизированного проектирования и прогрессивных технологических процессов в авиационную технику.
Автор около 100 научных трудов, 12 изобретений.

## Звания и награды
- Орден Трудового Красного Знамени;
- Орден «Знак Почёта»;
- Государственная премия СССР;
- Почётный авиастроитель.